# Esparragosa de la Serena
Esparragosa de la Serena est une commune d’Espagne, dans la province de Badajoz, communauté autonome d'Estrémadure.